# Olt
Olt (romunsko in madžarsko Olt, latinsko Aluta ali Alutus, starogrško starogrško Ἄλυτος, Alytos, turško Oltu) je reka v Romuniji, dolga 615 km. Njeno porečje meri 24.050 km² in je najdaljša reka, ki teče izključno po romunskem ozemlju. Izvira v pogorju Hășmaș v vzhodnih Karpatih se pri Turnu Măgurele izliva v Donavo. 
Olt teče skozi okrožja Harghita, Covasna, Brașov, Sibiu, Vâlcea in  Olt.  Največja mesta ob Oltu so Sfântu Gheorghe, Râmnicu Vâlcea in Slatina. Po njej se imenuje zgodovinska romunska regija Oltenija.

## Gospodarski pomen
Na reki je skupno 24 jezov, ki so bili zgrajeni z namenom pridobivanja električne energije. Prvi je blizu Făgăraşa. Dolžina zajezitvenih jezer se spreminja in se daljša proti ustju. Večina jezer je obdana z zidom. Jezovi z elektrarnami so enaki. Do 19. stoletja so vozile tudi rečne ladje.

## Sklic
1. ↑  Danube River Basin District, Part A - Roof Report.  IPCDR, str. 12.

## Vira
- Administrația Națională Apelor Române. Cadastrul Apelor. Bukarešta.
- Institutul de Meteorologie și Hidrologie. Rîurile României. Bukarešta, 1971.